# تضخم مفرط

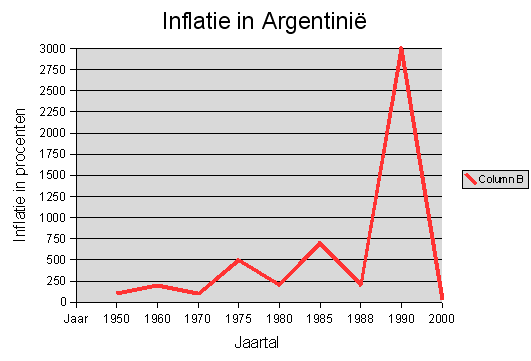
التضخم المفرط في الأرجنتين

في الاقتصاد التضخم المفرط أو التضخم الجامح (بالإنجليزية: Hyperinflation)‏، هو أحد أنواع التضخم الذي يحدث نتيجة زيادة عرض النقد في السوق، مما يؤدي لانخفاض قيمتها الشرائية. ويُعرفه الاقتصاديون بأنه الحالة التي يزيد فيها معدل الزيادة في الأسعار عن 50% شهرياً، وهو بشكل عام معدل مرتفع جداً للزيادة في أسعار السلع والخدمات. وعلى ذلك فإن التضخم الجامح هو حالة من التضخم الحاد الذي تأخذ فيه معدلات الزيادة في الأسعار ما يقارب 1300% سنوياً أو أكثر. وفي حالات التضخم الجامح الحاد تصل الزيادات في الأسعار إلى أرقام فلكية، بحيث تصبح النقود بلا قيمة تقريباً، وهذا التضخم يكون مُرتفع جداً. وهو أقسى وأخطر أنواع التضخم.

## الأسباب
يظهر هذا النوع من التضخم بوضوح في البلدان التي تتسم باختلال في هياكلها الإنتاجية وفقدان التوازن والتناسب في معدلات النمو بين القطاعات الاقتصادية. وهذا النوع من التضخم غالباً ما يصيب البلدان النامية التي تضع خططاً تنموية طموحة لا تتناسب مع مواردها الاقتصادية والمالية، مما يضطرها إلى زيادة الإصدار النقدي والائتمان المصرفي لتشجيع الاستثمار مما يؤدي إلى زيادة الطلب على عوامل الإنتاج ومن ثمّ ارتفاع الأسعار وتكلفة الإنتاج. ومن ناحية أخرى فإن زيادة الطلب على السلع الاستهلاكية لتلبية الحاجات الفردية المتنامية تسهم في ظهور التضخم الجامح الذي يتجلى بتزايد أو ارتفاع معدلاته بوتائر سريعة. وبسبب ضعف الجهاز الإنتاجي وتنامي الإصدار النقدي بمعدلات تتجاوز معدلات نمو الإنتاج فإن القيمة الشرائية للنقود تتجه إلى الانخفاض بشكل جامح أحياناً مما يؤدي إلى ارتفاع تكاليف المعيشة لفئات واسعة من المجتمع. مما يساعد في حدوث ذلك ضعف التنظيم النقابي وغياب قوانين الحماية الاجتماعية ضد البطالة والتهميش الاجتماعي.

## التأثير والنتائج

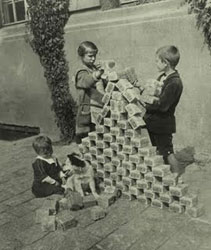
مثال على التضخم المفرط في ألمانيا خلال سنوات الأزمة (اطفال يلعبون بكتل من الاموال)

نظراً لتراجع القوة الشرائية للنقود على نحو خطير يتم تعديل فئات النقود المصدرة من خلال إضافة أصفار إضافية على كل ورقة جديدة تُطبع، فبدلا من أن تحمل الورقة قيمة دولار مثلا، تصبح 10 000 دولار، ثم 100 000 دولار، ثم مليون دولار، ثم بليون دولار، ثم 500 بليون دولار للورقة الواحدة، وهكذا. ويعاني الناس بصورة شديدة جدا في حالة وجود تضخم جامح، حيث يجدون مداخيلهم وثرواتهم التي تأخذ صورة نقدية تتراجع على نحو خطير في ظل الارتفاع الفلكي للأسعار، ونتيجة لذلك تتدهور مستويات المعيشة للسكان بصورة مأساوية.
يقلل التضخم الجامح من فعالية الاقتصاد من خلال دفع الوكلاء بعيداً عن التعاملات المالية وقريباً من المقايضة. في الاقتصاد العادي، يتم الحصول على الفعالية الكبيرة من خلال استخدام المال في التبادلات. وخلال التضخم الجامح، يفضل الناس الدفع بالسلع من أجل تجنب ضريبة التضخم. في حال تم الدفع لهم باستخدام المال، فإنهم يقومون بإنفاقه بأسرع وقت ممكن. كما يقوم التضخم الجامح بإعادة تخصيص الثروة. حيث يقوم بنقل الثروة من الجمهور الذي يحتفظ بالمال إلى الحكومة التي تقوم بإصدار المال. كما يتسبب أيضاً بالربح للمقترضين على حساب المقرضين عندما يتم توقيع عقود القروض قبل أسوء مراحل التضخم. الأعمال التجارية التي تمتلك محلات المواد الخام والسلع تربح على حساب الجمهور أيضاً.

## أمثلة

### المجر 1945-1946
هذه الحالة هي أكبر حالات التضخم الجامح المسجلة في العالم في التاريخ الحديث حيث بلغ معدل التضخم الشهري في عام 1946 ما يعادل 4.19×10(مرفوعة إلى اس 16) أو ما يعادل 207% يومياً، وقد كان أكبر قيمة اسمية لوحدة النقود التي أُصدرت هو 100 كوينتيليون، وهي أعلى قيمة لعملة من الناحية الاسمية أُصدرت في التاريخ. وللتغلب على الوضع أُصدرت عملة جديدة (ادوبينجوي) وكان معدل التحويل بين العملتين الجديدة والقديمة هو وحدة من العملة الجديدة تعادل (2×10(مرفوعة إلى اس 21)، وهو ما كان يعني أن العملة القديمة لم يكن لها قيمة، لدرجة انها كانت تُلقى في الشارع دون أن تجد من يلتقطها لأن التقاطها يعني جمع المزيد من القمامة من الشارع إلى المنزل، لدرجة أن عمال القمامة كانوا يكنسون هذه العملة من بين ما يكنسون من قمامة في الشارع. ويرجع التضخم في المجر إلى الحرب العالمية الثانية. عندما تسلمت حكومة جديدة زمام الأمور في البلاد في 1946 أُصدرت عملة جديدة وهي الفروينت وثُبت نظام الائتمان وتراجع معدل التضخم.

### تشيلي 1973-1975
بلغ معدل التضخم الشهري في تشيلي في أبريل 1974 حوالي 745% شهرياً. وقد ساعد الانقلاب الذي جلب الجنرال أوغستو بينوشيه برعاية الولايات المتحدة في التغلب على المشكلة، حيث بيعت الشركات المملوكة للحكومة واستبدلت العملة التشيلية ببيزو جديد، وأخذ معدل التضخم في التراجع.

### الأرجنتين 1989
بلغ معدل التضخم السنوي في الأرجنتين 12 000 % في عام 1989، وهو ما أدى إلى تراجع قيمة البيزو الأرجنتيني بصورة كبيرة، حيث بلغت قيمة البيزو الواحد في 1992 ما يعادل 100 مليار بيزو من ذلك الذي كان يتم تداوله في 1983. وقد نشأ التضخم في الأرجنتين بسبب توقف عمليات الاستدانة الخارجية وهو ما دفع بالحكومة إلى تخفيض قيمة العملة للتعامل مع العجز في ميزان مدفوعاتها. نجحت الأرجنتين في التغلب على المشكلة من خلال تطبيق برنامج للاستقرار الاقتصادي، الأمر الذي أسفر عن انخفاض معدلات التضخم.

### نيكاراغوا 1987-1990
بلغ معدل التضخم السنوي في نيكاراغوا 1987 30 000 %، وإزاء هذا التضخم الجامح اضطرت الحكومة إلى إصدار العملة بفئات عالية جدا، بلغت 100 مليون كوردوباس (اسم العملة) للورقة الواحدة. وقد نشأ التضخم بسبب الحرب الاهلية وتراجع الصادرات الزراعية للولايات المتحدة وقيام الولايات المتحدة بفرض حصار على نيكاراجوا. بعد انتهاء الصراع المسلح، بعد فوزها في انتخابات عام 1990، نفذت فيوليتا تشامورو إصلاحات اقتصادية أدت إلى جذب المزيد من الاستثمارات الأجنبية ودعم الولايات المتحدة، مما ساعد على إنهاء التضخم الجامح.

### بوليفيا 1984-1985
بلغ معدل التضخم السنوي في أغسطس 1985 في بوليفيا 60 000 %، ولم يكن التضخم الجامح في بوليفيا بسبب الحرب، وإنما بسبب الأوضاع السياسية غير المستقرة والتي أدت إلى انهيار صناعات التصدير في الدولة وارتفاع الديون الخارجية لبوليفيا، الأمر الذي دفع بالحكومة إلى طباعة المزيد من النقود، وقد قامت حكومة الرئيس فيكتور باز ايسونورو بتغييرات في السياستين المالية والنقدية ووقف عمليات الطباعة للنقود الجديدة، وتوسيع نطاق الضرائب ورفع مستويات الأسعار للسلع التي يتم تقديمها من خلال القطاع العام، الامر الذي أدى إلى التخلص من التضخم الجامح.

### الصين 1948-1949
بلغ أعلى معدل للتضخم الشهري في الصين في مايو 1949 حيث بلغ 2 178 % شهرياً، أي ما يعادل معدل تضخم يومي يساوي 11% وقد بلغت القيمة الاسمية لأكبر ورقة نقدية تمت طباعتها 6 مليارات يوان. وقد نشأ التضخم نتيجة قيام الحكومة بطباعة النقود لتمويل الحرب، وهو ما أدى إلى تراجع قيمة اليوان على نحو خطير. في عام 1955 قامت الحكومة بتبني الرنمينبي كعملة جديدة، وبدأ التضخم في التراجع نتيجة لذلك، وقد بلغ معدل التبادل بين العملة الجديدة والعملة القديمة 1 رنمينبي لكل 10000 من العملة القديمة.

### ألمانيا 1921-1923

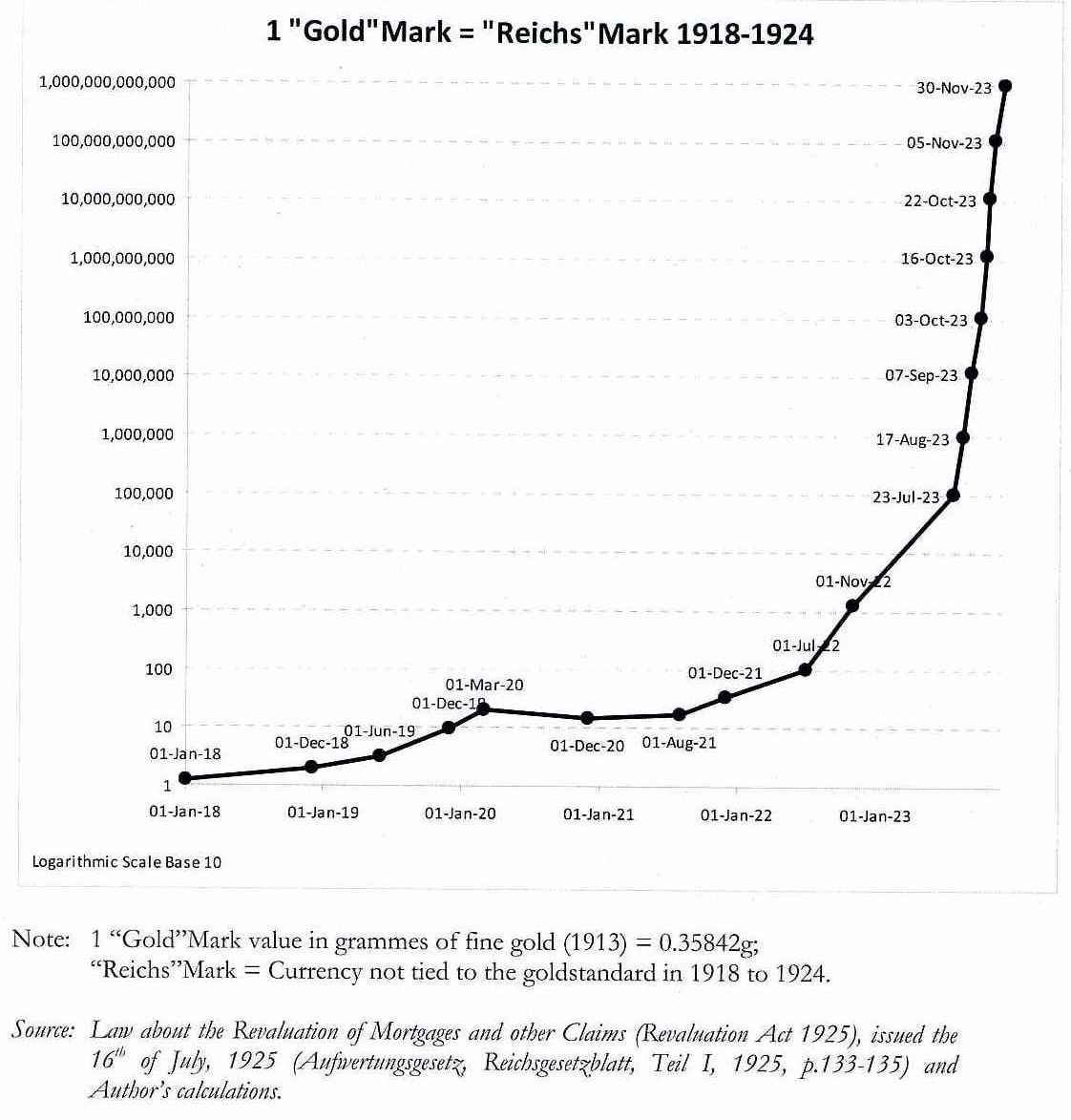
سعر الذهب في ألمانيا بين عامي 1918 و1923، يوضح المفارقة الخيالية بسبب ارتفاع التضخم الشهري.

بلغ معدل التضخم الشهري في أكتوبر 1923 حوالي 29 500 % شهرياً، وقد ترتب على ذلك تراجع معدل صرف المارك الألماني على نحو كبير، ففي ديسمبر 1923 بلغ معدل الصرف 2 تريليون مارك لكل دولار أمريكي. ومن المفارقات المثيرة للدهشة هي أنه في هذه الفترة لجأت الأسر الألمانية لحرق الأوراق النقدية في المدفأة بدلاً من الفحم للتدفئة، على أساس أن التدفئة من خلال حرق النقود كان أرخص من شراء الفحم واستخدامه في التدفئة. ويعزى التضخم إلى قيام الحكومة الألمانية بتمويل ديونها من خلال الاقتراض من السلطات النقدية بدلاً من فرض الضرائب على المواطنين، وقد قامت الحكومة الألمانية بعد ذلك بإنشاء بنك مركزي مستقل وادخلت عملة جديدة (الرنتنمارك) الذي يمكن تحويله إلى سند ذو قيمة ذهبية، وتراجع التضخم نتيجة لذلك.